# Massalikoul Djinane-moskee
De Massalikoul Djinane-moskee is een moskee in Dakar, de hoofdstad van Senegal.

## Geschiedenis
Begin jaren 2000 werd het land waar de moskee vandaag de dag staat geschonken door president Abdoulaye Wade. De bouw vond vervolgens ongeveer 15 jaar plaats door Consortium des Entreprises du Sénégal en uiteindelijk werd de moskee op 27 september 2019 geopend.

## Architectuur
De moskee beslaat een oppervlakte van 10.000 m² en is daarmee de grootste moskee van West-Afrika. Het bestaat uit vijf minaretten met een hoogte van 80 meter en vier houten koepels, die allemaal plaats bieden aan maximaal 10.000 gelovigen in het gebouw en nog eens 20.000 op het plein. De totale bouwkosten bedroegen 20 miljard CFA-frank.